# Daniel Esposito
Daniel Esposito (25 novembre 1963) è un pentatleta e allenatore di pentathlon moderno australiano.

## Biografia
Ha rappresentato l'Australia ai Giochi olimpici estivi di Los Angeles 1984, dove ha concluso cinquantesimo nella prove individuale e quattordicesimo nella gara a squadre. Al termine della carriera agonistica è divenuto allenatore.
Tra gli altri atleti, ha allenato i figli Chloe Esposito, divenuta campionessa olimpica a Rio de Janeiro 2016 e Max Esposito, settimo nella prova maschile della stessa edizione dei Giochi.